# عصر یخبندان: داستان‌های اسکرات
عصر یخبندان: داستان‌های اسکرات (به انگلیسی: Ice Age: Scrat Tales) یک مجموعه کوتاه پویانمایی رایانه‌ای آمریکایی است که توسط بلو اسکای استودیو تولید و در ۱۳ آوریل ۲۰۲۲ در دیزنی پلاس به نمایش درآمد. این یک اسپین‌آف از فرنچایز عصر یخبندان و اولین سری از فیلم‌های کوتاه این فرنچایز است. همچنین این محصول نهایی بلو اسکای استودیوز است که توسط استودیو قرن بیستم پس از بسته شدن استودیو در ۱۰ آوریل ۲۰۲۱ منتشر می‌شود. این سریال بر روی اسکرات، یک سنجاب شمشیر دندان متمرکز است که متوجه می‌شود یک پسر دارد.
این سریال در ۱۳ آوریل ۲۰۲۲ منتشر شد و نقدهای مثبتی از منتقدان دریافت کرد.

## صداپیشه‌ها
- کریس وج در نقش اسکرات[۱]
- کاری والگرن در نقش بیبی اسکرات[۱]

## اپیزودها
هر فیلم کوتاه توسط دانی لانگ کارگردانی می‌شود، اما کارگردان‌های دیگری نیز در کنار او هستند.
| اپیزود | عنوان                               | کارگردان       | داستان                      | تاریخ انتشار  |
| --- | ----------------------------------- | -------------- | --------------------------- | ------------- |
| ۱ | «دیوونهٔ بلوط خوردن»                 | مایکل براردینی | مایکل براردینی              | ۱۳ آوریل ۲۰۲۲ |
| اسکرات با پسرش بیبی اسکرات ملاقات می‌کند و لذت ناب جدید والدین‌بودن را تجربه می‌کند - البته فقط تا زمانی که بیبی اسکرات برای اولین بار میوهٔ بلوط را می‌بیند. |                                     |                |                             |               |
| ۲ | «لوفای اسکرات به خواب می‌رود/سردشدن» | مت مان         | دانی لانگ                   | ۱۳ آوریل ۲۰۲۲ |
| اسکرات با یک لالایی سعی دارد تا بیبی اسکرات گریان را بخواباند.                                                                                           |                                     |                |                             |               |
| ۳ | «ایکس‌ها و اوه‌اوه‌ها»                 | درو واینی      | جیمز یانگ جکسون و درو واینی | ۱۳ آوریل ۲۰۲۲ |
| اسکرات نحوهٔ کاشت بلوط را برای بیبی اسکرات نشان می‌دهد، اما در واقع اسکرات کسی است که درسی به او داده می‌شود.                                               |                                     |                |                             |               |
| ۴ | «بازتاب‌های بلوطی»                   | اریک پرا       | گالن تان چو                 | ۱۳ آوریل ۲۰۲۲ |
| اسکرات و بیبی اسکرات بعد از بلوط وارد یک غار تاریک می‌شوند، که شبیه یک سالن سرگرمی وحشتناک از آینه است.                                                   |                                     |                |                             |               |
| ۵ | «کودک نوپا تتر»                     | جف گابور       | گالن تان چو                 | ۱۳ آوریل ۲۰۲۲ |
| به لطف یک پرنده دودو، اسکرات و بیبی اسکرات در دو طرف یک کندهٔ چوبی قرار می‌گیرند که توسط یک شاخه نگه‌داشته شده‌است.                                          |                                     |                |                             |               |
| ۶ | «این پایان بلوط نیست»               | لیزا آلن کین   | مایکل تورمایر               | ۱۳ آوریل ۲۰۲۲ |
| بلوط از صخره‌ای به پایین می‌افتد. با توجه به اینکه ظاهراً برای همیشه از بین رفته‌است، آیا اسکرات و بیبی اسکرات می‌توانند در هماهنگی زندگی کنند؟               |                                     |                |                             |               |

## تولید

### توسعه
در ۲۲ فوریه ۲۰۲۲ (سی و پنجمین سالگرد استودیوی بلو اسکای)، دیزنی رسماً این سریال را اعلام کرد و پوستر تیزر، تاریخ انتشار، بازیگران و عوامل فیلم را فاش کرد و در عین حال تعدادی عکس تبلیغاتی را نیز در گزارش‌های مطبوعاتی ارائه کرد.

### پویانمایی
طبق مصاحبه‌ای با پیست، برخلاف اکثر پروژه‌های بلو اسکای استودیوز که از نرم‌افزار داخلی استودیو سی‌جی‌آی استودیو استفاده می‌کنند، این مجموعه با استفاده از پیکسار رندرمن تولید شده‌است و اولین و تنها محصول تأیید شده بلو اسکای است که از این نرم‌افزار استفاده می‌کند. در این مصاحبه، مایکل نپ اضافه کرد که در نتیجه، آنها مجبور شدند اسکرات را با پوشش خز، دوباره مادی‌کردن و تقلب مجدد شخصیت بازسازی کنند. تولید همچنین تحت تأثیر دنیاگیری کووید ۱۹ قرار گرفت و انیماتورها را مجبور به کار از راه دور کرد. او همچنین ادامه داد که آنها از تولید عصر یخبندان: ماجراهای باک وایلد بدون دخالت استودیو در همان زمان تولید سریال مطلع بودند.

### موسیقی
باتو سنر ترانه‌های مجموعه و جان پاول عنوان‌ها پایانی را ساخته‌است. سنر همچنین آهنگساز فیلم عصر یخبندان: ماجراهای باک وایلد بود، در حالی که پاول فیلم‌های ذوب (۲۰۰۶)، ظهور دایناسورها (۲۰۰۹) و رانش قاره‌ای (۲۰۱۲) را آهنگسازی کرده‌است. موسیقی متن در ۲۵ مارس ۲۰۲۲ توسط هالیوود رکوردز منتشر شد.

## انتشار
این مجموعه به عنوان یک مجموعهٔ اصلی دیزنی پلاس در ۱۳ آوریل ۲۰۲۲ منتشر شد.

### بازار یابی
در ۱۳ آوریل، همان تاریخ انتشاری که برای این مجموعه اعلام شده بود، یک ویدیوی فهرست نشده، با نام ساده پایان، توسط یکی از کارمندان سابق بلو اسکای در یوتیوب بارگذاری شد که حساب کاربری او تحت نام Finale بود. این فیلم کوتاه، که جدا از سریال بود، با نمایش اسکرات همراه بود که در نهایت به رؤیای خود یعنی خوردن یک بلوط بدون شکار دست یافت و سپس از صفحه نمایش دور شد، که احتمالاً برای یافتن ماجراجویی در جای دیگری، به این ماجرای بدنام پایان داد. ظاهراً این کلیپ کوتاه آخرین قطعهٔ پویانمایی ساخته شده توسط بلو اسکای استودیوز قبل از بسته شدن آنها در سال ۲۰۲۱ بود که توسط تیم کوچکی از انیماتورها ساخته شد تا به عنوان «اخراج با شرایط [خود] عمل کند.» این صحنه به سرعت در اینترنت پخش شد و باعث شد تا سایت‌های خبری زیادی این خبر کوتاه را پوشش دهند، زیرا نبرد ۲۰ ساله اسکرات روی صحنه در نهایت به هدف خود پایان داد.

## پذیرش
برخلاف بررسی‌های ضعیف اخیر رسانه‌های عصر یخبندان، داستان‌های اسکرات بیشتر مورد استقبال قرار گرفته‌است. جوئل کلر از نیویورک پست نقد مثبتی به سریال داد و گفت: «لحظه‌های خنده‌دار کافی در عصر یخبندان: داستان‌های اسکرات وجود دارد که ارزش تماشا کردن را دارد، به خصوص اگر با کودکان‌تان آن را تماشا کنید.»